# Битва при Корику
Битва при Корику – морська битва біля узбережжя Малої Азії між силами сирійського царя Антіоха III та об’єднаним римсько-пергамським флотом, котра відбулась під час Римо-селевкідської війни 192-188 рр. до н.е.

## Передумови
У 191 р. до н.е. до Греції відплив з новою ескадрою командувач римським флотом Гай Лівій. При виході з Риму він мав 50 палубних кораблів, крім того, на своєму шляху уздовж західного та південного узбережжя Італії збирав допоміжні відкриті кораблі, котрі мали надавати підпорядковані римлянам міста. Також під його команду стали 6 пунійських кораблів. Перетнувши Іонічне море та досягнувши Керкіри, Гай Лівій отримав звістку, що армії консула Манія Ацилія та сирійського царя Антіоха ІІІ готуються до зіткнення, і поспішив відплисти в Егеїду. На своєму шляху він розорив Саму на острові Кефалленія та острів Закінф, мешканці яких узяли сторону етолійців, та в підсумку прибув до Пірею, де Авл Атилій передав новому командувачу попередню ескадру – ще 25 кораблів.  
Тим часом Антіох ІІІ, котрий авантюрно вторгся на Балкани з незначними силами, зазнав поразки в битві при Фермопілах та втік до малоазійського Ефесу. Звідси сирійський цар з боєготовими кораблями вирушив до Геллеспонту зміцнювати гарнізони на випадок спроби римлян перейти в межі його царства. Що стосується Лівія, то він вийшов з Пірею в сторону Азії, проте біля Делосу був затриманий сильними вітрами. Селевкідський адмірал Поліксенід дізнався про наближення ворожих морських сил та, своєю чергою, повідомив царя, котрий спішно повернувся від Геллеспонту з обладнаними таранами кораблями. Поліксенід переконував напасти на ворога допоки він не з’єднався із пергамцями та родосцями, до того ж на переконання селевкідського флотоводця, римські кораблі були погано зроблені та перевантажені припасами для дій у чужих водах. Антіох пристав на цю позицію і, попри певну чисельну перевагу ворога, надав згоду на атаку. Сам сирійський цар вирушив у Магнесію-біля-Сипіла збирати наземні сили, тоді як Поліксенід з 70 палубними кораблями та 30 відкритими судами поплив з Ефеса на північ.

Карта Іонії. Зокрема, позначені згадані у тексті Ефес, Еріфри (біля узбережжя яких відбулась сама битва), Фокея та Хіос

Втім, сподівання сирійців випередити з’єднання союзників не справдились. На той час римський флот, котрому перестав заважати вітер, встиг відплисти від Делосу, поповнити припаси на Хіосі та пройти далі до належної пергамцям Фокеї. Сюди ж з Елеї прибув з 24 палубними кораблями пергамський цар Евмен. Тепер об’єднаний флот із 105 критих та півсотні відкритих суден рушив назад на південь.

## Хід битви
Зустріч ворожих флотів відбулась біля півострова Чешме, неподалік від Кіссунтської гавані у підніжжя гори Корик в землях Еріфр. Поліксенід розгорнув свої кораблі у лінію, так що праве крило витягнулось до узбережжя. Римські судна на переході сильний вітер притиснув до берега та змусив майже витягнутись у колону, тому Лівій наказав прибрати паруси та скласти щогли, одночасно виходячи з групою суден далі від берега, щоб дозволити і своїй ескадрі стати у лінію.
Перед союзним флотом плили два пунійські кораблі, котрі перші зав’язали бій з трьома сирійськими. Одне пунійське судно виявилось затиснутим між двома супротивниками, котрі обламали йому весла, після чого захопили супротивника методом абордажу. Втім, коли вони ж стикнулись з флагманом Лівія, який міцно зчепився з ними за допомогою залізних захватів, одразу виявилась різниця у бойових якостях бійців і тепер одне римське судно захопило обидва ворожі.
Невдовзі битва почалась по усьому фронту. Римляни зім’яли ліве крило супротивника, тоді як на правому бій поки йшов із перемінним успіхом. В цей час до місця битви підійшла пергамська ескадра, котра була останньою в похідному строю союзного флоту, і атакувала правий фланг сирійців. Невдовзі селевкідські кораблі на лівому крилі почали рятуватись втечею, причому так вчинив і сам Поліксенід. За ними рушило праве крило. Союзники переслідували сирійську ескадру допоки у веслувальників вистачало сил, проте, як і передбачав Поліксенід, їх кораблі були обтяжені припасами і не змогли наздогнати супротивника. Поліксенід зміг укритись у гавані Ефеса. У битві римляни втратили лише той самий один пунійський корабель, при цьому 13 ворожих суден захопили та 10 потопили.
На наступний день союзний флот зустрівся з родоською ескадрою із 25 палубних кораблів та підійшов до Ефеса. Втім, оскільки важко було розраховувати на повторний вихід супротивника у море, пергамців та родосців розпустили по домах, тоді як римляни через Хіос дістались до Фокеї. Залишивши там 4 квінкереми (пентери) для охорони міста, Лівій відійшов на зимівку до Лесбосу, де витяг кораблі на берег та обвів їх ровом і валом.